# Crematogaster ornatipilis
Crematogaster ornatipilis är en myrart som beskrevs av Wheeler 1918. Crematogaster ornatipilis ingår i släktet Crematogaster och familjen myror. Inga underarter finns listade i Catalogue of Life.